# Колона Юстиніана

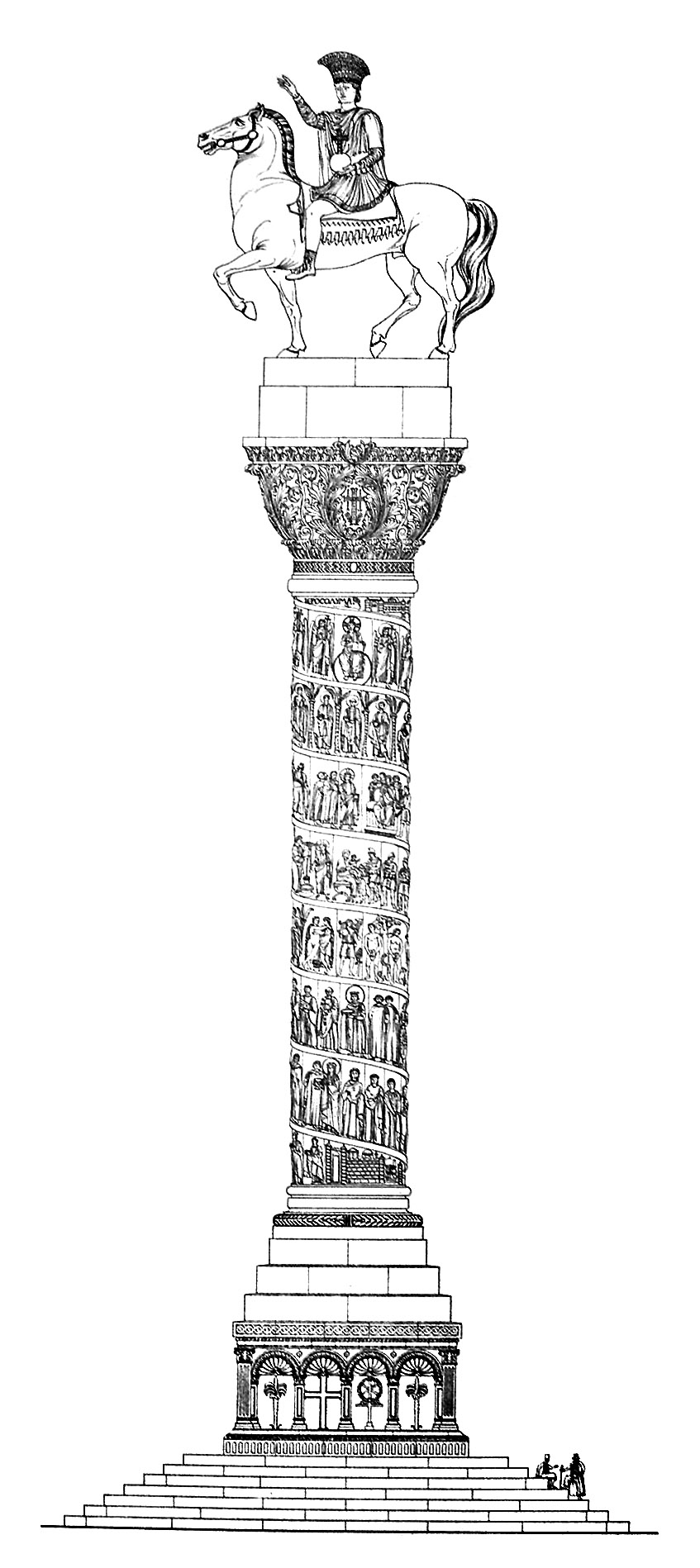
Реконструкція колони за Корнеліусом Гурліттом, 1912. Помилково показаний гвинтовий фриз як у колони Траяна

Колона Юстиніана — візантійська тріумфальна колона, зведена у Константинополі за наказом імператора Юстиніана I на честь перемог його армій у 543 році. Вона стояла в західній частині площі Августейон між собором святої Софії та Великим палацом, доки не була зруйнована османами на початку XVI століття.

## Опис
Колона була грандіозною спорудою, що справляла сильне враження на глядачів. У своєму трактаті Про споруди Прокоп Кесарійський описує її другою, відразу після розповіді про собор святої Софії . Згідно з його описом, колона була встановлена на вершині ступінчастої піраміди, на семи кам'яних сходах якої могли сидіти жителі міста. Сама колона не була суцільною, а складена з величезних прямокутних монолітів, зв'язаних розчином, і прикрашена бронзовими візерунками і вінками. На вершині колони була встановлена обернена на схід кінна статуя Юстиніана. Кінь зображений у русі, його ліва нога «піднята в повітря, ніби він збирається ступити на землю, інша, твердо спирається на камінь, на якому стоїть кінь, з тим щоб зробити наступний крок; задні ж ноги в нього настільки напружені, що коли їм доведеться рушити, вони відразу ж готові». Імператор був одягнений як Ахіллес — на ньому високі черевики, а нога від кісточки без паножів. На нього був одягнений панцир, на голові шолом, увінчаний плюмажем. У руках його не було зброї, тільки куля, увінчана хрестом, що символізує владу імператора над всією землею, досягнуту не силою зброї, а вірою. Права рука статуї витягнута на схід.

## Історія

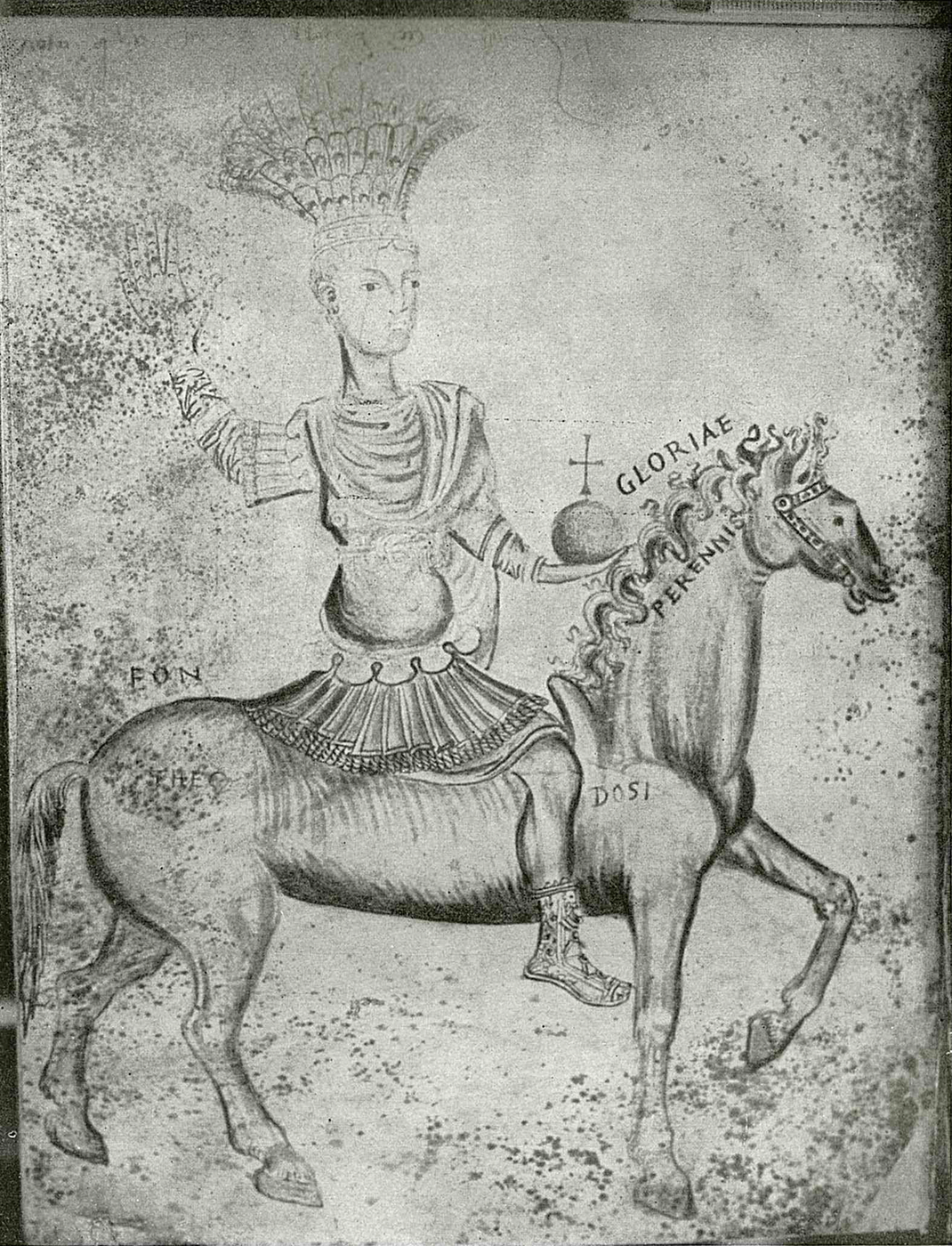
Зображення кінної статуї Юстиніана, 1430. Напис THEO DOSI може вказувати на можливе використання елементів більш древніх монументів Феодосія I або Феодосія II. Малюнок Кіріака Піццеколлі.

Колона простояла без пошкоджень до падіння Візантійської імперії, коли вона була описана Никифором Григором.

Сама колона описується як надзвичайно велика, 70 метрів згідно з Крістофоро Буондельмонті і була видна з моря. Григора наводить розповідь про те, що коли плюмаж зі шолома статуї впав, для його відновлення довелося вдатися до послуг акробата, який з даху храму святої Софії за допомогою стріли по мотузці першим пройшов до основи статуї. Після закінчення ремонту сміливець отримав від імператора Феофіла 100 золотих номісм за сміливість. Під час латинського завоювання Константинополя з колони було зірвано бронзове облицювання.

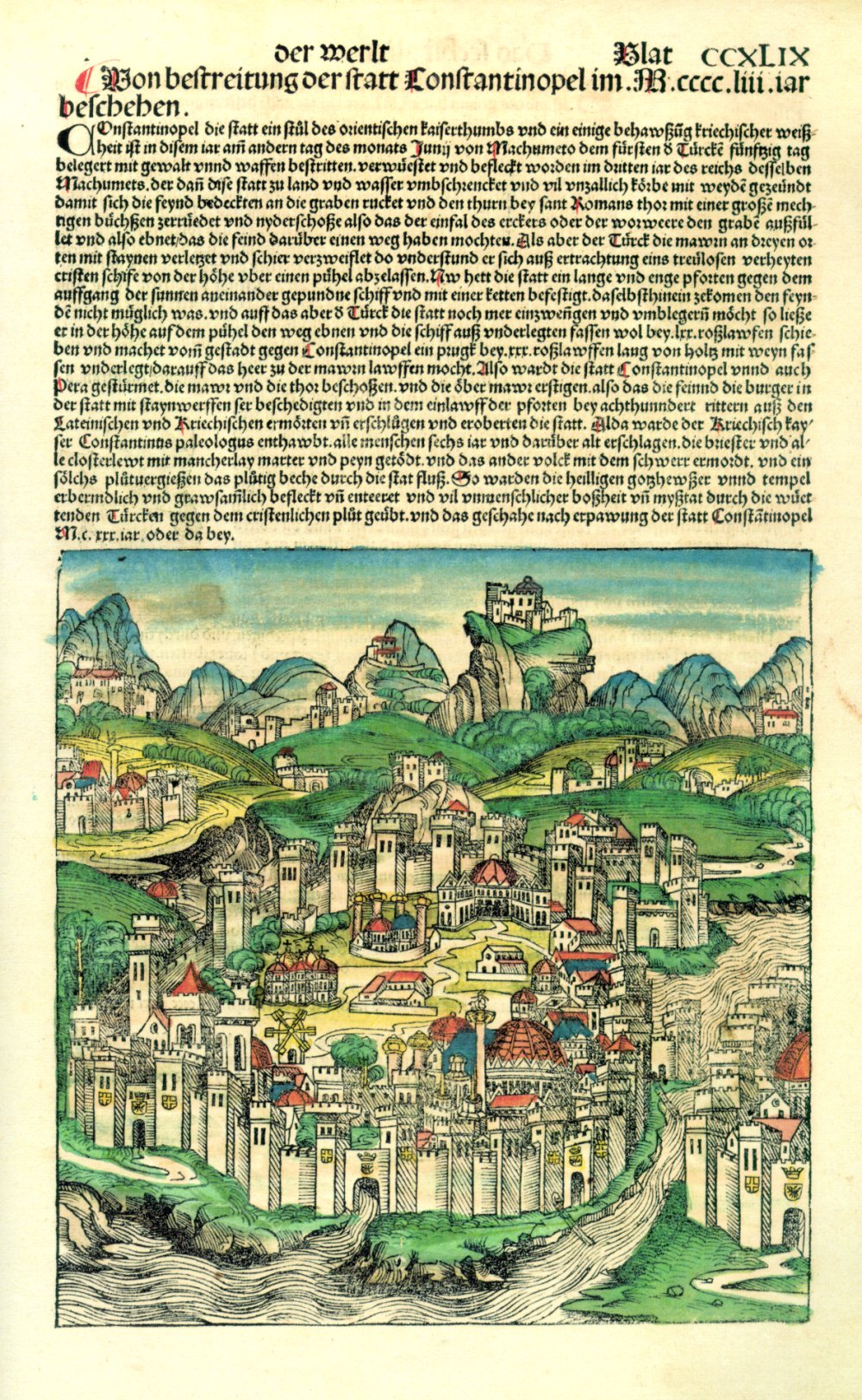
Гравюра з « Нюрнберзької хроніки» Гартмана Шеделя, 1493.

До XV століття пам'ять про персону, якій присвячена статуя, почала забуватися. Деякі вважали, що це засновник міста, Костянтин Великий, а Кіріако з Анкони, який залишив малюнок колони, вважав, що це Іраклій. Досить було поширене уявлення, що колона і, зокрема, куля (лат. globus cruciger) є генієм місця. Відповідно, його падіння у період між 1422 і 1427 роками було сприйнято як знак майбутньої катастрофи.
Безпосередньо після падіння Константинополя в 1453 році османи не стали демонтувати статую. Принаймні, на основі аналізу гравюр з «Хроніки» німецького мандрівника Гартмана Шеделя можна зробити висновок, що в 1490 році вона ще знаходилася на колоні. Руйнування статуї та колони сталося близько 1515 року . П'єр Жіль, французький учений, який відвідав місто в 1540-х роках, залишив свідоцтво про фрагменти статуї, що лежали в палаці Топкапи, перед тим як вони були переплавлені на гармати.